# ボール・ウォッチ
ボール・ウォッチ（英称:BALL Watch）はアメリカ・オハイオで1891年10月に生誕した時計ブランドである。創業者のウェブスター・C. ボールは鉄道黎明期に安全な運行を促す高精度な鉄道時計の検査システムを構築した人物として知られている。現在の本社はスイスのラ・ショー＝ド＝フォン。

## 概要
主力商品の特徴は、特許を取得しているリューズガード「セーフティロック・クラウンシステム」（エンジニア ハイドロカーボンに使用）と、トリチウムと蛍光物質をガラス管に封じて10年以上自発光を可能とした「マイクロ・ガスライト」である。ただし、法律（放射性同位元素等の規制に関する法律）上の問題から、日本で発売される製品のマイクロ・ガスライトのトリチウム含有量は本国製のものより抑えられているため光量は劣る。
ETAやセリタのムーブメントを多く用いてきたが、自社製ムーブメントの開発に成功してマニュファクチュールとなっている。

## ボールと鉄道

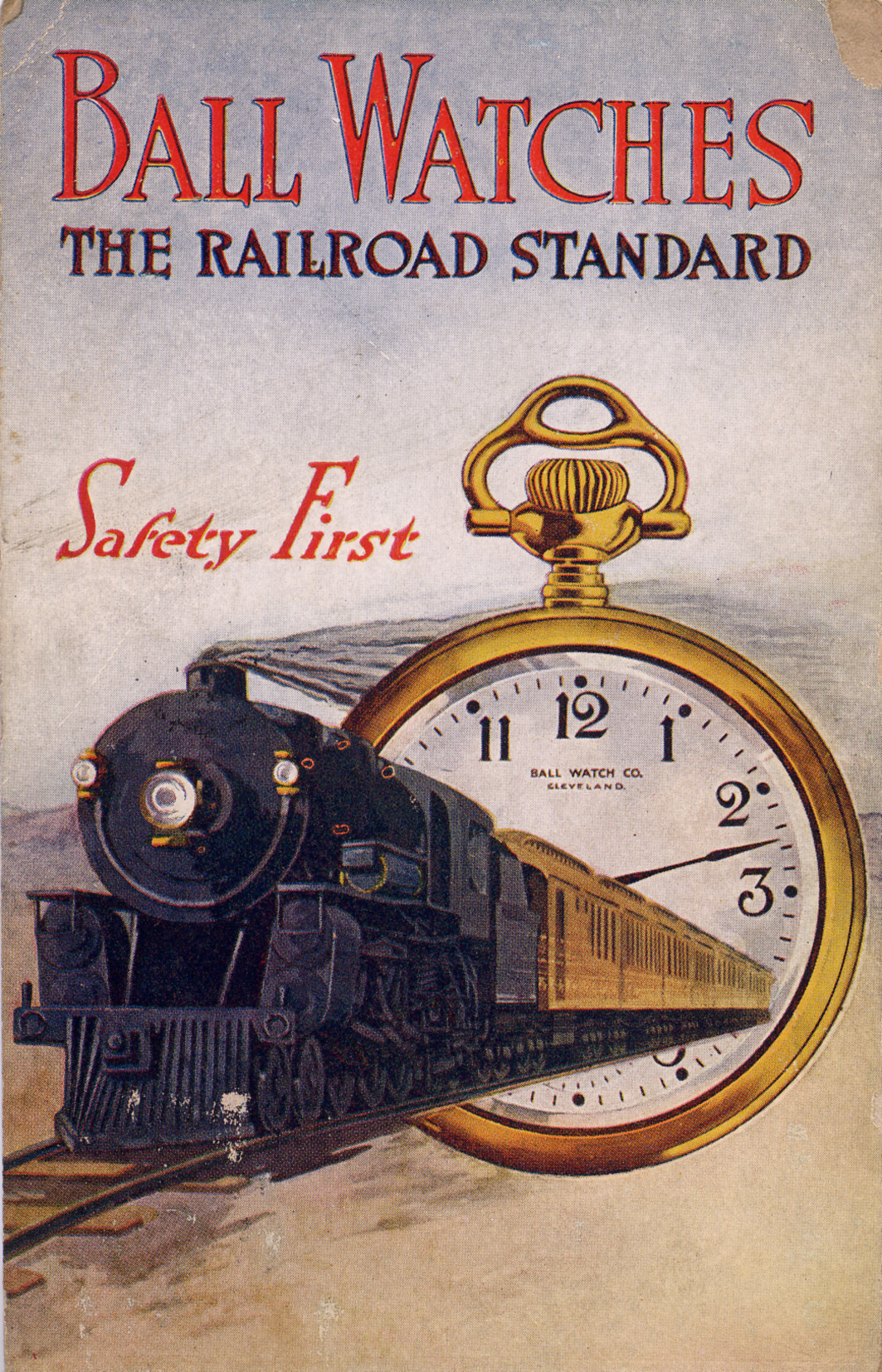
ボール・ウォッチの広告

1891年4月19日、速達郵便列車である「No.4」が湖岸サザンミシガン鉄道を西からオハイオ州キプトンに向け走行していた。エリリアを出発してからキプトンで郵便列車と衝突事故が起こった。この時アコモデーション号の車掌は、ポケットに入っている時計で時間を確認しなかった。しかし、その機関士が当日持っていた時計は4分間遅れていた。このことが生死を分けることになった。両列車の機関士、乗務員6名が大破炎上した郵便列車の犠牲となった。
この事故をきっかけに湖岸鉄道の当局者はボールに同鉄道の全線にわたって「時間と時計」の状況を調査させ、それらを正確に運用するためのシステムを開発するよう要請された。早速、ボールは車掌、機関士、駅係員等の鉄道事業で使用されている全ての時計を優秀な時計職人の手によって検査させ、標準時との誤差が30秒以上ある時計に関しては調整を義務付ける等、数多くの規定を設けた。このシステムが広範囲の地域で初めて成功したものである。鉄道時間の基礎を築いたのはボールであり、これにより、正確で統一された時間管理が確立された。どのような状況でも正確な時間が求められる鉄道時間と鉄道時計である。

## 代表モデル
- エンジニアM
- エンジニアII
- エンジニアIII
- エンジニアマスターII
- エンジニア ハイドロカーボン
- トレインマスター
- ストークマン